# Bisdom Buxar
Het bisdom Buxar (Latijn: Dioecesis Buxarensis) is een rooms-katholiek bisdom met als zetel Buxar, in India. Het bisdom is suffragaan aan het aartsbisdom Patna. 

## Geschiedenis
Het bisdom werd opgericht op 12 december 2005, uit delen van het aartsbisdom Patna.

## Parochies
Het bisdom had in 2020 een oppervlakte van 11.311 km2 en telde 12.521.100 inwoners waarvan 0,2% rooms-katholiek was.

## Bisschoppen
- William D’Souza (12 december 2005 - 1 oktober 2007; apostolisch administrator 10 maart 2021 - 25 maart 2023)
- Sebastian Kallupura (7 april 2009 - 29 juni 2018)
- James Shekhar (4 februari 2023 - heden)

Patna (aartsbisdom) · Bettiah · Bhagalpur · Buxar · Muzaffarpur · Purnea